# Koningshuis the Musical
Koningshuis the Musical is een komische serie die wordt uitgezonden op NPO 3. De serie is een idee van Diederik Ebbinge, die ook de schrijver en regisseur is.
De eerste aflevering werd uitgezonden op 24 maart 2024 door AVROTROS en is ook te zien op NPO Start.
30 minuten ·
De Avondshow met Arjen Lubach ·
Barend blijft aan de gang ·
CAST ·
Cojones ·
Daar Vliegende Panters ·
The Daily Show ·
Dit was het nieuws ·
Draadstaal ·
Egoland ·
Even tot hier ·
Farce Majeure ·
Hadimassa ·
Hoe bestaat het ·
Hotel Hollandia ·
Jiskefet ·
J.J. De Bom voorheen De Kindervriend ·
Kanniewaarzijn ·
Keek op de week ·
Klikbeet ·
Koefnoen ·
Koningshuis the Musical ·
Kopspijkers ·
Koppensnellers ·
Kreatief met Kurk ·
De Kwis ·
Lubach ·
De Luizenmoeder ·
Makkelijk Scoren ·
Medialand ·
NeonLetters ·
Nieuw Zeer ·
De Nieuwste Show ·
Ook dat nog! ·
Panache ·
Pisa ·
Plakshot ·
Promenade ·
Sanne Wallis de Show ·
Simplisties Verbond ·
Spaanders ·
Spotlicht ·
De Stratemakeropzeeshow ·
Studio Spaan ·
Theo en Thea ·
Toren C ·
De TV Kantine ·
Van de Week ·
Van Kooten en De Bie ·
Van Zon op Zaterdag ·
Verona ·
Vlogmania ·
Voor de Show ·
Wat een poppenkast! ·
Wat een Wereld ·
Wegtrekkers & Animal Crackers ·
We zijn weer thuis ·
Zondag met Lubach ·
Zo is het toevallig ook nog 's een keer